# موهون III

موهون III شهری در شهرستان پورا در استان باله در بورکینافاسوی جنوبی است و جمعیت آن ۲۳۳ نفر است.